# Massan
Massan este o arie protejată (arie specială de conservare — SAC, sit de importanță comunitară — SCI) din Suedia întinsă pe o suprafață de 50,8 ha, integral pe uscat.

## Localizare
Centrul sitului Massan este situat la coordonatele 65°44′13″N 23°17′58″E / 65.7369°N 23.2994°E.

## Înființare
Situl Massan a fost declarat sit de importanță comunitară în iunie 2001 pentru a proteja un număr necunoscut de specii din flora spontană și fauna sălbatică aflate în arealul zonei. Situl a fost protejat și ca arie specială de conservare în martie 2011.

## Biodiversitate
Situată în ecoregiunile boreală și marină baltică, aria protejată conține 4 habitate naturale: Păduri naturale în etape succesive primare ale suprafețelor emergente de coastă, Pășuni de coastă din Baltica boreală, Vegetație perenă pe țărmurile stâncoase, Recifuri.
La baza desemnării sitului se află un număr nedeclarat de specii protejate.